# Aramis Invest
Aramis Invest este o companie producătoare de mobilă din Baia Mare, România.
În anul 2014 era cel mai mare furnizor de pe piața locală al firmei suedeze IKEA.
A fost înființată în 1995 și este controlată de omul de afaceri Vladimir Iacob (60%), care îl are ca partener pe Marius Selescu (40%).
În iulie 2011, compania se afla pe locul 72 în topul celor mai mari exportatori locali.
În anul 2014, compania a intrat în retailul de mobilă prin deschiderea unui magazin în mallul Gold Plaza din Baia Mare.
Brandul pe care producătorul îl folosește în retail este Aramis Feeling, iar pe lângă magazinele propriu-zise compania a intrat și în vânzările online.
Număr de angajați:
- 2013: 2.900 [4]
- 2011: 2.728 [2]

Cifra de afaceri:
- 2013: 123,7 milioane euro [5]
- 2012: 113,5 milioane euro [6]
- 2011: 109,1 milioane euro [2]
- 2010: 77,6 milioane euro [2]
- 2007: 37 milioane euro [3]